# Kazımcan Karataş
Kazımcan Karataş (* 16. Januar 2003 in Izmir) ist ein türkischer Fußballspieler. Er steht seit der Saison 2022/23 bei Galatasaray Istanbul unter Vertrag und wurde während der Spielzeit 2023/24 an MKE Ankaragücü ausgeliehen.

## Karriere

### Vereine
Kazımcan Karataş wurde mit sechs Jahren von seinem Vater in die Jugend von Altay İzmir angemeldet. In der Saison 2020/21 wurde Karataş in die 1. Mannschaft berufen und kam zu seinem ersten Pflichtspiel am 27. September 2020 beim 6:0-Heimsieg gegen Eskişehirspor. Karataş wurde in der 58. Spielminute für Ziya Alkurt eingewechselt. Am Ende der Saison stieg er mit seinen Mannschaftskameraden in die Süper Lig auf. In der Folgesaison avancierte Karataş zu einem wichtigen Spieler und kam zu 24 Erstligaspielen. Am 1. Juli 2022 gab Altay den Wechsel von Karataş zu Galatasaray Istanbul bekannt. Einige Stunden später bestätigten die Gelb-Roten die Verpflichtung von Karataş. Galatasaray bezahlte eine Ablösesumme von 20 Millionen TL.

### Nationalmannschaft
Karataş spielte 2019 dreimal für die türkische U-17. Seit 2021 gehört der Außenverteidiger zum Kader der U19 und kam dabei zu 13 Einsätzen.

## Erfolge
Mit Altay İzmir
- Aufstieg in die Süper Lig: 2021

Mit Galatasaray Istanbul
- Türkischer Meister: 2023